# Nils i dzikie gęsi
Nils i dzikie gęsi (cz. Nils a divoké husy) – czeski serial animowany emitowany w Dobranocce w TV Polonia od 1 lutego 2008 roku. Zawiera 7 odcinków. Czas trwania każdego z nich to 8 minut.

## Spis odcinków
| Np.            | Polski tytuł | Czeski tytuł |
| -------------- | ------------ | ------------ |
| SERIA PIERWSZA |              |              |
| 1.             | Skrzat       | Skřítek      |
| 2.             | Lis          | Lišák        |
| 3.             | Szczury      | Krysy        |
| 4.             | Łabędzie     | Labutě       |
| 5.             | Orzeł        | Orel         |
| 6.             | Wilki        | Vlci         |
| 7.             | Powrót       | Návrat       |